# Tetramorium zypidum
Tetramorium zypidum är en myrart som beskrevs av Bolton 1977. Tetramorium zypidum ingår i släktet Tetramorium och familjen myror. Inga underarter finns listade i Catalogue of Life.